# نارسارسواك
نارسارسواك (بالجرينلاندية: Narsarsuaq)، هي مستوطنة تقع أقصى جنوب جرينلاند، يبلغ عدد سكانها 158 نسمة بحسب إحصاءات عام 2010.

## المناخ
يظهر الجدول التالي التغييرات المناخية على مدار السنة لنارسارسواك:
| البيانات المناخية لـنارسارسواك                                                                                  | البيانات المناخية لـنارسارسواك | البيانات المناخية لـنارسارسواك | البيانات المناخية لـنارسارسواك | البيانات المناخية لـنارسارسواك | البيانات المناخية لـنارسارسواك | البيانات المناخية لـنارسارسواك | البيانات المناخية لـنارسارسواك | البيانات المناخية لـنارسارسواك | البيانات المناخية لـنارسارسواك | البيانات المناخية لـنارسارسواك | البيانات المناخية لـنارسارسواك | البيانات المناخية لـنارسارسواك | البيانات المناخية لـنارسارسواك |
| الشهر | يناير                          | فبراير                         | مارس                           | أبريل                          | مايو                           | يونيو                          | يوليو                          | أغسطس                          | سبتمبر                         | أكتوبر                         | نوفمبر                         | ديسمبر                         | المعدل السنوي                  |
| --- | ------------------------------ | ------------------------------ | ------------------------------ | ------------------------------ | ------------------------------ | ------------------------------ | ------------------------------ | ------------------------------ | ------------------------------ | ------------------------------ | ------------------------------ | ------------------------------ | ------------------------------ |
| الدرجة القصوى °م (°ف)                                                                                           | 14.2 (57.6)                    | 15.3 (59.5)                    | 16.5 (61.7)                    | 19.1 (66.4)                    | 24.8 (76.6)                    | 25.2 (77.4)                    | 24.1 (75.4)                    | 23.6 (74.5)                    | 22.4 (72.3)                    | 18.7 (65.7)                    | 18.4 (65.1)                    | 15.9 (60.6)                    | 25.2 (77.4)                    |
| متوسط درجة الحرارة الكبرى °م (°ف)                                                                               | −3.0 (26.6)                    | −3.2 (26.2)                    | −1.5 (29.3)                    | 4.0 (39.2)                     | 9.5 (49.1)                     | 13.5 (56.3)                    | 15.1 (59.2)                    | 13.5 (56.3)                    | 9.5 (49.1)                     | 4.4 (39.9)                     | 0.5 (32.9)                     | −2.0 (28.4)                    | 5.0 (41.0)                     |
| المتوسط اليومي °م (°ف)                                                                                          | −7.1 (19.2)                    | −7.3 (18.9)                    | −5.6 (21.9)                    | 0.3 (32.5)                     | 5.4 (41.7)                     | 9.2 (48.6)                     | 10.8 (51.4)                    | 9.5 (49.1)                     | 5.9 (42.6)                     | 0.9 (33.6)                     | −1.1 (30.0)                    | −5.9 (21.4)                    | 1.0 (33.8)                     |
| متوسط درجة الحرارة الصغرى °م (°ف)                                                                               | −11.5 (11.3)                   | −11.7 (10.9)                   | −10 (14)                       | −3.7 (25.3)                    | 1.4 (34.5)                     | 4.9 (40.8)                     | 6.7 (44.1)                     | 5.7 (42.3)                     | 2.3 (36.1)                     | −2.5 (27.5)                    | −7.0 (19.4)                    | −10.1 (13.8)                   | −3.0 (26.6)                    |
| أدنى درجة حرارة °م (°ف)                                                                                         | −39.7 (−39.5)                  | −33.7 (−28.7)                  | −31.9 (−25.4)                  | −23.1 (−9.6)                   | −16.7 (1.9)                    | −2.9 (26.8)                    | 0.1 (32.2)                     | −0.1 (31.8)                    | −5.7 (21.7)                    | −17.8 (0.0)                    | −26.1 (−15.0)                  | −35.9 (−32.6)                  | −39.7 (−39.5)                  |
| الهطول مم (إنش)                                                                                                 | 43.7 (1.72)                    | 45.7 (1.80)                    | 38.9 (1.53)                    | 45.6 (1.80)                    | 41.7 (1.64)                    | 54.8 (2.16)                    | 59.2 (2.33)                    | 71.9 (2.83)                    | 76.7 (3.02)                    | 58.7 (2.31)                    | 64.5 (2.54)                    | 39.4 (1.55)                    | 650.7 (25.62)                  |
| متوسط أيام هطول الأمطار (≥ 0.1 mm)                                                                              | 10.0                           | 8.2                            | 9.5                            | 10.4                           | 8.8                            | 11.1                           | 12.5                           | 10.6                           | 11.2                           | 9.8                            | 9.6                            | 10.1                           | 122.0                          |
| متوسط الأيام المثلجة                                                                                            | 9.3                            | 7.6                            | 8.6                            | 7.6                            | 2.7                            | 0.5                            | 0.0                            | 0.1                            | 1.3                            | 5.5                            | 7.6                            | 8.9                            | 59.8                           |
| متوسط الرطوبة النسبية (%)                                                                                       | 65                             | 64                             | 66                             | 65                             | 65                             | 69                             | 74                             | 72                             | 69                             | 67                             | 66                             | 65                             | 67                             |
| ساعات سطوع الشمس الشهرية                                                                                        | 26                             | 65                             | 137                            | 168                            | 177                            | 182                            | 192                            | 156                            | 136                            | 94                             | 44                             | 18                             | 1٬431                          |
| المصدر #1: Danish Meteorological Institute (precipitation days and snowy days 1961–1990 and sunshine 1980–1999) |                                |                                |                                |                                |                                |                                |                                |                                |                                |                                |                                |                                |                                |
| المصدر #2: Météo Climat (records), الإدارة الوطنية للمحيطات والغلاف الجوي (humidity 1961–1990)                  |                                |                                |                                |                                |                                |                                |                                |                                |                                |                                |                                |                                |                                |